# Andreas II van Hongarije
Andreas II (Hongaars: András II) (?, ong. 1175 - Boeda, 26 oktober 1235) was koning van Hongarije van 1205 tot 1235 en was een lid van het huis der Árpáden. 

## Levensloop
Hij was een jongere zoon van Béla III van Hongarije en stootte zijn neefje Ladislaus III van Hongarije van de troon. Al in 1197 had hij geprobeerd de macht over te nemen van zijn broer Emmerik van Hongarije maar werd verslagen, waarop paus Innocentius III hem in 1200 weer hertog liet maken. Als koning was Andreas zo zwak dat hij de politiek van zijn broer moest voortzetten om de adel door schenkingen aan zich te verplichten. De staatsmacht werd hierdoor geheel uitgehold. Op instigatie van de edelen beperkte hij sterk de rechten van de joden in Hongarije, en zette hij in 1225 de Duitse Orde uit het land.
In 1217 deed Andreas op bevel van paus Honorius III mee aan de mislukte Vijfde Kruistocht. Bij zijn terugreis werd hij in 1219 gevangen genomen door de Bulgaarse tsaar Ivan Asen II. Die dwong een huwelijk met Andreas' dochter Maria. Ook moest Andreas de steden Belgrado en Braničevo afstaan.
Bij thuiskomst dwongen de edelen hem in 1222 een Gouden Bul af, die de al lang bestaande feitelijke machtsverhoudingen nu ook formeel vastlegde. In 1234 sloeg hij een invasie door Oostenrijk af. Anders dan zijn sluwe broer was Andreas erg naïef en beïnvloedbaar; heel zijn leven lang bleek hij een gemakkelijk slachtoffer voor manipulatie.

## Huwelijken en nakomelingen
Andreas huwde drie maal.
Uit zijn huwelijk met Gertrudis van Meranië, die door edelen vermoord werd, had hij de volgende kinderen:
- Maria van Hongarije (1203-1221), die huwde met tsaar Ivan Asen II van Bulgarije
- Béla IV van Hongarije (1206-1270)
- H. Elisabeth van Hongarije (1207-1231)
- Kálmán, hertog van Kroatië (1208-1241)
- Andreas, koning van Galicië (1210-1234)

Uit zijn huwelijk met Yolande van Courtenay had hij één dochter:
- Yolande (1215-1251), die huwde met Jacobus I van Aragón

Uit zijn derde huwelijk met Beatrice d'Este werd postuum een zoon geboren:
- Stefanus (István) Posthumus (1236-1271), hertog van Slavonië, de vader van koning Andreas III van Hongarije.

## Graf
Na jaren van opgravingen vonden Roemeense en Hongaarse archeologen in de zomer van 2019 in het West-Roemeense District Timis, dat tot 1918 bij Hongarije hoorde, onder een voormalige Sistersiënzer kerk een graftombe met, naar wordt aangenomen, de overblijfselen van Andreas II en zijn tweede vrouw Yolande van Courtenay. Nadat meer zekerheid was verkregen, werd de vondst in de zomer van 2020 bekendgemaakt.